# Pike Creek (Delaware)
Pike Creek – jednostka osadnicza w Stanach Zjednoczonych, w stanie Delaware, w hrabstwie New Castle.